# Carl Paul Caspari
Carl Paul Caspari (8. února 1814, Desava – 11. dubna 1892, Kristiania) byl norsko-německý luterský teolog, jazykovědec, překladatel a vysokoškolský učitel.
Zabýval se zejména problematikou Starého zákona.